# Zavelenberg
De Zavelenberg is een natuurgebied in de Brusselse gemeente Sint-Agatha-Berchem.
Het is een overblijfsel van het landelijk gebied rond het voormalig dorp. Het bestaat uit een heuvel van 61 meter hoogte die naar het westen en noorden toe afdaalt. In de heuvel zijn de resten van een voormalige steengroeve voor Balegemse steen die al in de middeleeuwen in gebruik was. De heuvel is deels bebost. Er zijn lagen zandsteen en kalksteen te vinden. Aan de voet van deze heuvel bevindt zich, in een vochtig bos, een bron die een beekje voedt.
Men vindt in het gebied onder meer nieskruid, bosanemoon, wilde hyacint en gevlekte aronskelk.
In 1991 werd 16 ha van het gebied aangekocht door het Brussels Hoofdstedelijk Gewest.